# مارك دي فريس
مارك دي فريس (بالهولندية: Mark de Vries)‏ (24 أغسطس 1975 باراماريبو سورينام - ) هو لاعب كرة قدم هولندي يلعب كمهاجم.

## روابط خارجية
- مارك دي فريس على موقع قاعدة بيانات كرة القدم.إي يو (الإنجليزية)
- مارك دي فريس على موقع Soccerbase.com (لاعب) (الإنجليزية)
- مارك دي فريس على موقع عالم كرة القدم.نت (الإنجليزية)